# Schlickeralm
Die Schlickeralm (auch Schlicker Alm geschrieben, Gasthof Schlick) ist ein Alpengasthof in der Schlick, oberhalb des Stubaitals. Sie liegt auf 1643 m ü. A. und ist von Fulpmes und Telfes aus zu erreichen.

## Wirtschaft
Der Familienbetrieb betreibt noch Almwirtschaft, wie Käserei und andere Milchwirtschaft.

## Schlickeralm-Kapelle
Auf der Alm steht eine Kapelle, zu Ehren der Schutzengel. Sie wurde 1958 nach Plänen von Clemens Holzmeister, der aus Fulpmes gebürtig ist, erbaut. Sie ist ein kleines Kirchhaus, mit an der Apsis eckseitig gestelltem Spitzhelm-Turm, und einem offenen Vorbau. Die Kapelle .

## Touren
Hüttenwanderungen:

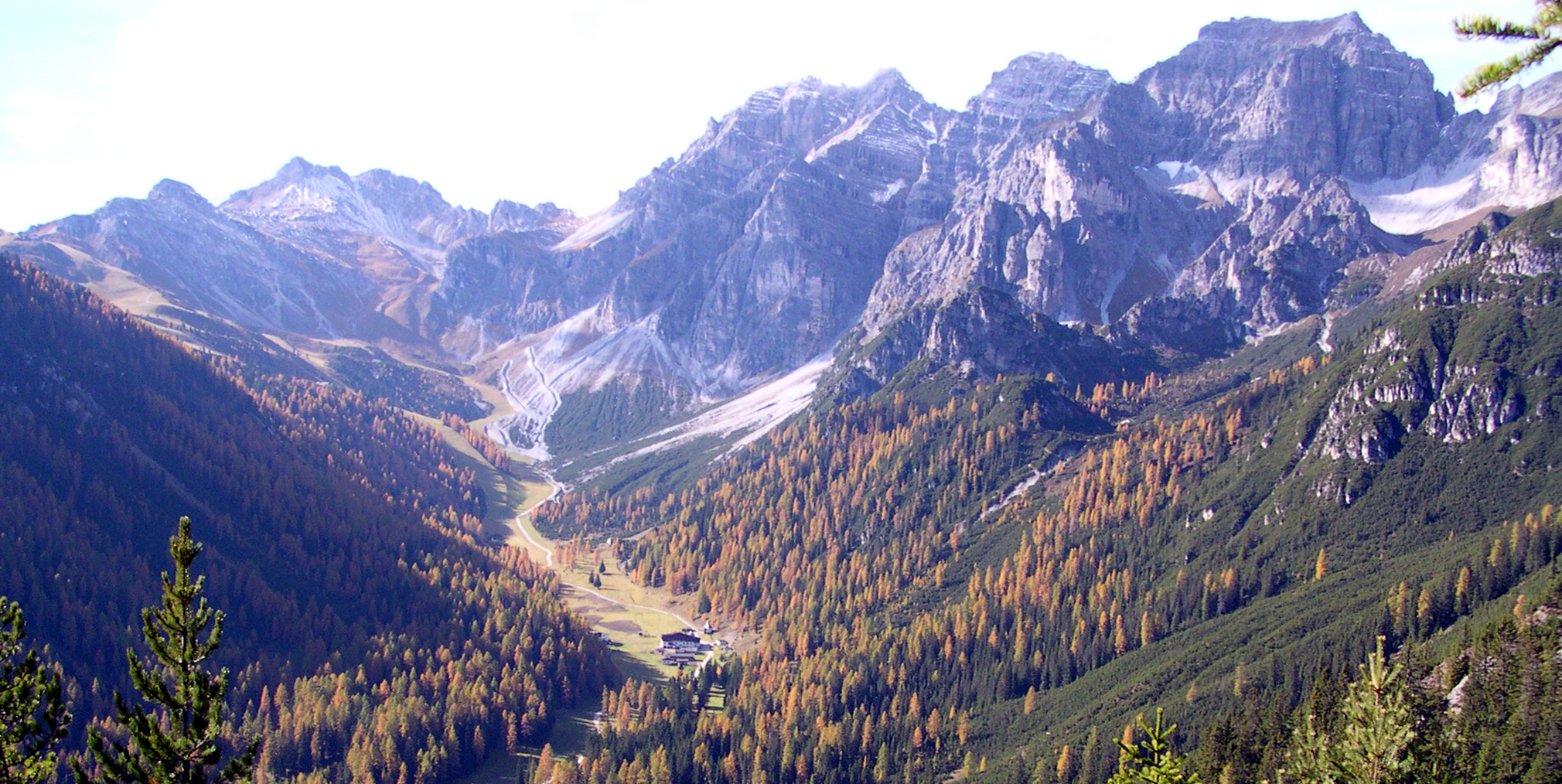
Schlickeralm mit den Kalkkögeln

- Alpenklubscharte – Adolf-Pichler-Hütte
- Schlicker Scharte – Starkenburger Hütte
- Schlicker Scharte – Franz-Senn-Hütte
- Fronebenalm – Galtalm
- Pfarrachalm

Gipfeltouren:
- Kleine Ochsenwand (2553 m)
- Große Ochsenwand (2700 m)
- Steingrubenkogel (2633 m)
- Hoher Burgstall (2611 m)
- Marchreisenspitze (2620 m)
- Ampferstein (2556 m)